# Algar Howard
Algar Henry Stafford Howard (7 août 1880 - 14 février 1970) est un officier supérieur de l'armée britannique et un officier d'armes au College of Arms de Londres. Il est le principal roi d'armes de la Jarretière de 1944 à 1950 avant de prendre sa retraite. Il est le troisième Fitzalan Pursuivant d'armes extraordinaire consécutif à atteindre le plus haut rang au Collège des armes.

## Jeunesse et famille
Algar Henry Stafford Howard est né le 7 août 1880. Il est le fils aîné de Sir Edward Stafford Howard, (1851-1916), de Thornbury Castle et Cilymeanllwyd dans le Carmarthenshire, et sa première épouse, Lady Rachel Campbell (morte en 1906), la plus jeune fille de John Campbell (2e comte Cawdor) . Il épouse Violet Ethel, fille de Sir Henry Meysey Meysey-Thompson, 1er et dernier baron Knaresborough, le 11 octobre 1921. Elle est la veuve du capitaine Alexander Moore Vandeleur, 2e Life Guards, qui est tué au combat à Zandvoorde lors de la première bataille d'Ypres le 30 octobre 1914 . Le couple a deux filles : Anne Violet (née en 1923), qui épouse John Cahill, fils de John Cahill, de Knockrom West à Cartaglon ; et Elizabeth Helen (née en 1924), qui épouse Harold William Norman Suckling Walker, fils aîné du colonel James Coulthard Walker de l'armée indienne .

## Carrière militaire
Howard est nommé sous-lieutenant de l'artillerie de la milice de Carmarthen le 31 janvier 1900 et est promu lieutenant le 6 septembre 1900. Pendant la Première Guerre mondiale Howard sert avec les Royal Gloucestershire Hussars. Il remporte la Croix militaire et atteint le grade de général de division.

## Carrière héraldique
Howard fait ses études à la Harrow School et au King's College de Londres. Howard commence sa carrière héraldique le 23 mai 1911 avec une nomination en tant que Fitzalan Pursuivant des armes extraordinaires pour le couronnement du roi George V suivi en octobre de cette année avec un poste au bureau de Rouge Dragon Pursuivant of Arms in Ordinary. En 1919, Howard est promu au poste de Windsor Herald of Arms in Ordinary et il occupe ce poste jusqu'en 1931. Cette année-là, il est nommé Norroy King of Arms lorsque Sir Gerald Woods Wollaston est promu. Howard est également nommé registraire du College of Arms en 1928, et pendant la Seconde Guerre mondiale les dossiers du collège sont conservés à son domicile du château de Thornbury dans le Gloucestershire pour être protégés. En 1943, le bureau de roi d'armes d'Ulster est fusionné avec celui de Norroy et Howard devient le premier roi d'armes de Norroy et d'Ulster. Il reste dans ce poste jusqu'en 1944 quand il est promu au rang de principal roi d'armes de Jarretière. Il prend sa retraite de ce poste et du Collège des armes en 1950.
Howard est créé commandeur de l'Ordre royal de Victoria (CVO) en 1935, compagnon du bain (CB) en 1937, chevalier commandeur de l'ordre royal de Victoria (KCVO) en 1944 et chevalier commandeur du bain (KCB) en 1951.